# Kawthaung
Kawthaung (birman ကော့သောင်းမြို့, kau. saung: mrui., kɔ̰θáʊɴ mjo̰, thaï : เกาะสอง, Ko Song, malais : Pulodua ; ڤولودوا) est la ville la plus méridionale de la Birmanie (République de l'Union du Myanmar). Elle se situe dans la région de Tanintharyi (Tenasserim), à l'embouchure de la Kraburi, qui forme à cet endroit la frontière avec la Thaïlande. De l'autre côté du fleuve se trouve la ville thaïlandaise de Ranong.
De 1824 à 1948, à l'époque de l'occupation britannique, la ville portait le nom de Victoria Point.

## Histoire
L'Arakan et le Tenasserim sont passés sous contrôle britannique à l'issue de la première guerre anglo-birman de 1823-1826.
En 1859, un groupe de chinois et de thaïs s'est établi dans l'intérieur des terres à 39 km au nord de l'actuelle Kawthaung, sur un site avec de nombreux lacs et des arbres à fleurs portant le nom thaï de Maliwan. En 1865, un groupe arabo-malais mené par un certain Nayuda Ahmed, qui récoltait des produits de la mer dans les Îles Mergui, commença à installer une base et un village à Victoria Point.
En 1872, le troisième maire du district de Mergui, Sir Ashly Din (1870–1875), nomma le premier officier de police à Maliwan. En 1891, le centre de l'administration locale a été transféré de Maliwan à Kawthaung, plus facile d'accès pour des navires de plus grande taille.

## Climat
Kawthaung bénéficie d'un temps de mousson avec des chaleurs tropicales. Son climat est généralement chaud et humide d'avril à octobre. Le reste de l'année, il est chaud et sec, avec des températures de 21 à 32 °C. Il n'y a virtuellement pas d'hiver. Ses pluviométrie annuelle est une des plus élevées de Birmanie, avec 460 cm.

## Démographie
La population de Kawthaung est majoritairement birmane et thaï, avec des minorités shan, karen et môn. On y rencontre également des thaïs musulmans, des nomades de la mer moken et des malais. Des sino-birmans et des indo-birmans s'y sont aussi installé à l'époque coloniale pour travailler dans les mines d'étain et d'autres industries. Des chinois des détroits, appelés Pashu par les birmans, y habitent également.
Les langues les plus parlées sont le birman, puis le thaï et le thaï du Sud (ou dambro).
La plupart des birmans, thaïs, shans, karens, môns, sino-birmans et une partie des mokens pratiquent le bouddhisme theravada. Les malais et thaïs musulmans pratiquent l'islam.

## Économie
Les principaux produits agricoles sont le caoutchouc, le bétel, la noix de cajou, la noix de coco et l'huile de palme. Les mines et l'exploitation forestière, jadis florissantes, n'ont plus d'activité. Le port de pêche de la ville s'est réduit, en raison des restrictions sur les bateaux de pêche, qui jouent encore un rôle important, mais dont la puissance est limitée à 28 ch.
Une centrale électrique à charbon de 8 mégawatts a été inaugurée en 2012, malgré l'inquiétude locale au sujet de la pollution

## Tourisme
Le principal centre d'attraction touristique est l'Andaman Club Resort Hotel, sur l'île de Thahtay Kyun, accessible par bateau en une demi-heure à partir de Kawthaung ou de Ranong. Il possède le seul casino international de la Birmanie sur la Mer d'Andaman. Certaines des îles Mergui proches de la ville sont aussi appréciées pour la pêche sous-marine et d'autres activités nautiques, dans un environnement encore relativement préservé.
Au nord-ouest de Kawthaung, Kawthung possède une petite cascade et il y a des sources chaudes à Maliwan, 39 km au nord-est, accessible en une demi-heure de voiture.

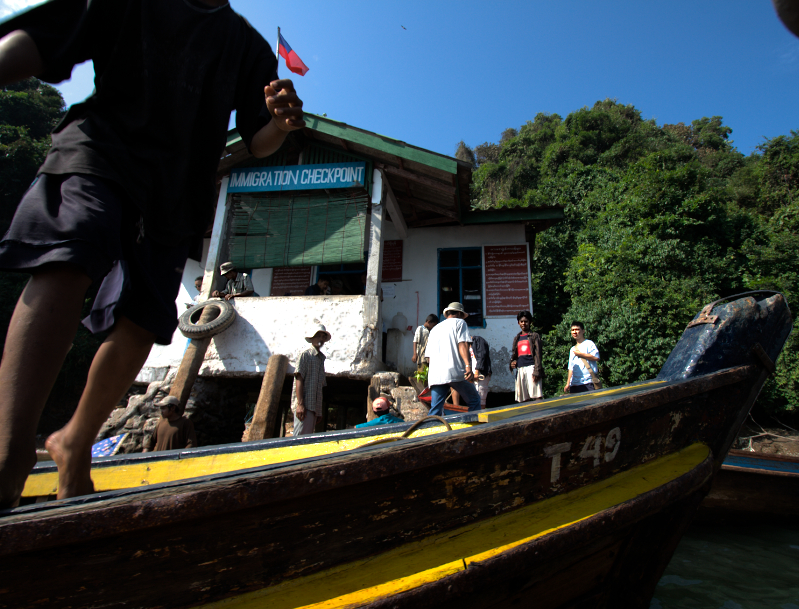
Bureau de l'immigration de Kawthaung en 2007.

## Accès
Les Thaïlandais peuvent entrer en Birmanie par Kawthaung en traversant l'estuaire de la Kraburi grâce à un service de ferry avec leur livret d'identité. Les autres étrangers doivent avoir un passeport valide encore six mois et payer un visa. Le poste-frontière est très fréquenté par les touristes souhaitant renouveler leur visa thaïlandais et résidant dans le sud de la Thaïlande.
Kawthaung possède aussi un petit aéroport (en) (code IATA : KAW • code OACI : VYKT), avec une piste de 1800 m.

## Jumelages
- Phuket, Thaïlande.